# Layla and Other Assorted Love Songs
Layla and Other Assorted Love Songs ist ein Album der multinationalen Rockband Derek and the Dominos. Es wurde am 9. November 1970 veröffentlicht.
2003 belegte Layla and Other Assorted Love Songs Platz 89 auf der Liste der größten Alben aller Zeiten des Fernsehsenders VH1. Im selben Jahr erreichte das Album Platz 117 in der Liste der 500 besten Alben aller Zeiten der Zeitschrift Rolling Stone.

## Hintergrund
Die meisten Songs sind aus Eric Claptons und Bobby Whitlocks Kooperation entstanden, aber es sind auch eine Reihe von Klassikern einschließlich der Bluesstandards Nobody Knows You When You’re Down and Out, It’s Too Late, Have You Ever Loved a Woman (ein Song von Billy Myles, der ursprünglich von Freddie King aufgenommen worden war) und Key to the Highway enthalten. Letzterer kam nur zufällig auf das Album – die Band hörte Sam Samudio in einem anderen Raum des Studios, als er den Song für sein Album Hard and Heavy aufnahm. Sie mochten ihn und begannen spontan, ihn zu spielen. Dowd ließ die Techniker die Aufnahmegeräte starten, was auch der Grund dafür ist, dass der Song in der Mitte des Albums eingeblendet wird.
Tell the Truth war ursprünglich im Juni 1970 als ein schneller Up-beat-Song aufgenommen und kurz darauf als Single veröffentlicht worden. Während der Sessions für Layla and Other Assorted Love Songs wurde Tell the Truth erneut aufgenommen – als ein langer und langsamer instrumentaler Improvisationstitel. Die endgültige Version des Songs, die auch auf dem Album erschien, ist eine Mischung dieser beiden Aufnahmen: die Geschwindigkeit der Singleversion wurde auf das gemütlichere Tempo des Instrumentals verlangsamt. Die zwei früheren Versionen wurden auf The History of Eric Clapton (1972) veröffentlicht.
Außerdem war Jimi Hendrix’ Little Wing enthalten. Clapton entschied sich erst dazu, das Lied auf der LP zu veröffentlichen, als er von Hendrix’ Tod erfuhr – als eine „Verbeugung vor Hendrix“. Die lange Klaviercoda, die den zweiten Teil des Titelsongs Layla darstellt, wurde unabhängig von Jim Gordon geschrieben, der erst überzeugt werden musste, bevor er die Erlaubnis gab, sein Stück zu verwenden. Layla ist bis heute einer der am häufigsten gespielten Rocksongs der 70er Jahre. Der letzte Titel auf dem Album ist ein Lied von Bobby Whitlock mit dem Titel Thorn Tree in the Garden, bei dem Whitlock singt und sich auf einer akustischen Gitarre begleitet.

## Titelliste
Seite 1
1. I Looked Away (Eric Clapton, Bobby Whitlock) – 3:04
2. Bell Bottom Blues (Clapton) – 5:06
3. Keep On Growing (Clapton, Whitlock) – 6:22
4. Nobody Knows You When You’re Down and Out (Jimmie Cox) – 4:57

Seite 2
1. I Am Yours (Clapton, Nezami) – 3:32
2. Anyday (Clapton, Whitlock) – 6:37
3. Key to the Highway (Charles Segar, Willie Broonzy) – 9:47

Seite 3
1. Tell the Truth (Clapton, Whitlock) – 6:45
2. Why Does Love Got to Be So Sad? (Clapton, Whitlock) – 4:50
3. Have You Ever Loved a Woman (Billy Myles) – 6:51

Seite 4
1. Little Wing (Jimi Hendrix) – 5:23
2. It’s Too Late (Chuck Willis) – 3:45
3. Layla (Clapton, Jim Gordon) – 7:10
4. Thorn Tree in the Garden (Whitlock) – 2:51

## Mitwirkende

### Musiker
- Eric Clapton – Gitarren, Hauptgesang
- Bobby Whitlock – Orgel, Klavier, Gesang, akustische Gitarre
- Jim Gordon – Schlagzeug, Perkussion, Klavier
- Carl Radle – Bass, Perkussion
- Duane Allman – Gitarren (ab Titel 4)

### Produktion(Layla and Other Assorted Love Songs)
- Tom Dowd – Ausführender Produzent
- Ron Albert, Chuck Kirkpatrick, Howie Albert, Carl Richardson & Mac Emmerman – Tontechnik
- Dennis M. Drake – Bearbeitung
- Frandsen-de Schonberg – Cover-Gemälde
- Bruce McCaskill – “All got together”

### Produktion(The Layla Sessions)
- Bill Levenson – Produzent
- Steve Rinkoff – Tonmischung
- Dan Gellert – Tonassistent
- Bob Ludwig – Mastering
- Scott Hull – Digitale Bearbeitung
- Gene Santoro – Essay
- Mitchell Kanner – Künstlerischer Leiter
- George Lebon – Design

## Kommerzieller Erfolg

### Chartplatzierungen
| ChartsChartplatzierungen       | Höchstplatzierung | Wochen |
| ------------------------------ | ----------------- | ------ |
| Deutschland (GfK)              | 69 (1 Wo.)        | 1      |
| Vereinigte Staaten (Billboard) | 16 (82 Wo.)       | 82     |
| Vereinigtes Königreich (OCC)   | 68 (1 Wo.)        | 1      |

### Auszeichnungen für Musikverkäufe
| Land/Region                  | Auszeichnungen für Musikverkäufe (Land/Region, Auszeichnung, Verkäufe) | Verkäufe |
| ---------------------------- | ---------------------------------------------------------------------- | -------- |
| Vereinigte Staaten (RIAA)    | Gold                                                                   | 500.000  |
| Vereinigtes Königreich (BPI) | Gold                                                                   | 100.000  |
| Insgesamt                    | 2× Gold ·                                                              | 600.000  |